# FSV Budissa Bautzen
FSV Budissa Bautzen is een Duitse voetbalclub uit Bautzen, Saksen.

## Geschiedenis
De club werd op 24 mei 1904 opgericht als FK Budissa Bautzen. In 1907 nam de club de naam Sportverein Budissa 04 aan, hoewel de voetbalafdeling ook nog onder de naam FK Budissa speelde. De club was aangesloten bij de Midden-Duitse voetbalbond en speelde vanaf 1911 in de competitie van Opper-Lausitz, de toenmalige hoogste klasse.
De club werd de eerste kampioen en won alle zes de competitiewedstrijden met zware cijfers (doelsaldo 28-3). In de Midden-Duitse eindronde verloor de club met 1-5 van SpVgg 1899 Leipzig-Lindenau. Na een nieuwe titel versloeg de club in 1913 Döbelner SC in de eindronde en werd dan door Zwickauer SC verslagen.  Het volgende seizoen verloor de club voor het eerst in de eigen competitie en eindigde samen met Zittauer BC eerste. Na een play-off werd Budissa andermaal kampioen en werd nu in de eindronde gestopt door Dresdner FC Fußballring. Door het uitbreken van de Eerste Wereldoorlog werd de competitie van 1914/15 uitgesteld tot april 1915. Uiteindelijk schreven slechts twee teams in. Budissa en SC Union Görlitz, dat normaliter in de competitie van de Zuidoost-Duitse voetbalbond speelde. Budissa won beide wedstrijden, maar er was dat jaar geen verdere eindronde. Na een jaar onderbreking werd in 1916/17 opnieuw met drie clubs gespeeld en na een nieuwe titel werd de club opnieuw door Dresdner Fußballring uitgeschakeld, met 7-0. Een jaar later werd het zelfs nog erger met een 9-0 pandoering van KSG VfB 1903/Sachsen Dresden. 
In 1918/19 vond er opnieuw geen competitie plaats en na dit seizoen werd de competitie ondergebracht als tweede klasse van de Kreisliga Ostsachsen. In de praktijk speelden enkel clubs uit Dresden in deze competitie en Bautzen speelde zo in de tweede klasse. De club kon hier de titel niet winnen. In 1923 werd de Kreisliga ontbonden en de Opper-Lausitze competitie als Gauliga opnieuw opgewaardeerd tot hoogste klasse. 
In 1924 moest de club de titel aan Zittauer BC laten en een jaar later eindigden de club samen met Zittauer BC eerste, maar verloor dan de titelfinale. In 1926 en 1928 werd de club opnieuw vicekampioen, maar pas in 1931 kon de club nog een titel winnen. In de eindronde verloor de club met 1-11 van Dresdner SC. Een jaar later plaatsten ze zich opnieuw voor de eindronde en kregen nu maar liefst 17 goals om de oren van PSV 1921 Chemnitz. Na 1933 werd de competitie in Duitsland grondig geherstructureerd. De Gauliga Sachsen werd nu de hoogste klasse en de clubs uit Opper-Lausitz werden hier niet voor geselecteerd. Enkel de eerste twee plaatsten zich voor de Bezirksklasse en als derde in de stand bleef de club in de Opper-Lausitzse competitie, die als Kreisklasse nog maar de derde klasse was. 
Na de Tweede Wereldoorlog werd de club opgedoekt en in 1946 heropgericht als Sparte Süd. In augustus 1950 werd dan de naam BSG Motor Bautzen aangenomen. Al snel werd de club kampioen van de Bezirksliga (derde klasse) en promoveerde zo naar de DDR-Liga (tweede klasse). Door herstructureringen van de competitie degradeerde Bautzen al na één seizoen en keerde in 1958 terug. Na twee seizoenen degradeerde de club opnieuw en na een nieuwe promotie speelde Bautzen tot 1968 in de tweede klasse. Met uitzondering van 1974 tot 1976 speelde de club de volgende twee decennia voornamelijk in de derde en vierde klasse.
Na de Duitse Hereniging in 1990 greep de club terug naar zijn oorsprong en veranderde de naam in Fußballspielvereinigung Budissa Bautzen. Budissa bleef op een laag niveau spelen en na een titel in 2005 promoveerde de club naar de vierde klasse. Door de invoering van de 3. Bundesliga in 2008 werd de Oberliga de vijfde klasse. De club werd in het seizoen 2013/2014 kampioen van de Oberliga Nordost (staffel zuid) en promoveerde daardoor naar de Regionalliga Nordost. In 2019 degradeerde de club en koos er vrijwillig voor om in 2019/20 nog een extra klasse lager te gaan spelen. In het vanwege de coronapandemie afgebroken seizoen 2020/21 stond de club na 9 wedstrijden op de 2e plaats in de Sachsenliga en won  een beslissingswedstrijd tegen SC Freital met 2-1 waardoor de club in het seizoen 2021/22 weer in de Oberliga uitkomt.

## Erelijst
- Kampioen Opper-Lausitz

1912, 1913, 1914, 1915, 1917, 1918, 1931, 1932
- Kampioen Oberliga Nordost-Süd

2014

## Recente eindstanden
| - 1990-91 (V) Bezirksliga Dresden 7e - 1991-92 (V) Bezirksliga Dresden 1e - 1992-93 (IV) Landesliga Sachsen 7e - 1993-94 (V) Landesliga Sachsen 14e - 1994-95 (VI) Bezirksliga Dresden 6e - 1995-96 (VI) Bezirksliga Dresden 4e - 1996-97 (VI) Bezirksliga Dresden 6e - 1997-98 (VI) Bezirksliga Dresden 5e - 1998-99 (VI) Bezirksliga Dresden 4e - 1999-00 (VI) Bezirksliga Dresden 2e - 2000-01 (VI) Bezirksliga Dresden 2e - 2001-02 (VI) Bezirksliga Dresden 1e - 2002-03 (V) Landesliga Sachsen 5e - 2003-04 (V) Landesliga Sachsen 4e | - 2004-05 (V) Landesliga Sachsen 1e - 2005-06 (IV) Oberliga Nordost-Süd 8e - 2006-07 (IV) Oberliga Nordost-Süd 8e - 2007-08 (IV) Oberliga Nordost-Süd 13e - 2008-09 (V) Oberliga Nordost-Süd 9e - 2009-10 (V) Oberliga Nordost-Süd 2e - 2010-11 (V) Oberliga Nordost-Süd 3e - 2011-12 (V) Oberliga Nordost-Süd 9e - 2012-13 (V) Oberliga Nordost-Süd 2e - 2013-14 (V) Oberliga Nordost-Süd 1e |